# Organisation internationale du café

Logo de l'OIC.

Pour les articles homonymes, voir OIC et ICO.
L'Organisation internationale du café (abrégée OIC, ou en anglais  ICO) est une organisation intergouvernementale. Sa création remonte en 1963 à Londres avec l'appui de l'ONU. Cette organisation regroupe 43 pays exportateurs de café ainsi que sept pays importateurs en octobre 2017. Ces gouvernements membres représentent 98 % de la production et plus de 83 % de la consommation mondiale de café.

## Ses missions
L’OIC accompagne les producteurs pour un développement durable et technologique de leur exploitation ce qui dans le même temps permet de diminuer la pauvreté des pays en voie de développement. Pour cela, elle va aider les petits producteurs à concevoir des stratégies entre eux et créer des coopératives. D’autre part, elle améliore la qualité du café et rend le marché plus lisible en publiant des tableaux croisant des informations véridiques. Dans un même temps, elle fournit aux producteurs des aides administratives.

## Accord de 2007
Le dernier accord (le septième) est l'accord de 2007 qui est entré pleinement en vigueur en 2011. Les visées sont multiples. Il consiste à fluidifier le commerce international, permet de synthétiser les informations utiles et fiables sur son site, favorise la pérennité de l’activité de production de café. Cet accord met également en place des règles juridiques pour encadrer au mieux cette activité.
L'organisation assure l'information mutuelle et la coordination des politiques de ses membres.

## États membres
La liste des États membres est disponible sur le site internet de l'organisation?

### Exportateurs
- Angola
- Bolivie *[3]
- Brésil
- Burundi
- Cameroun
- Colombie *[3]
- Costa Rica
- Côte d'Ivoire
- Cuba
- Équateur
- Salvador
- Éthiopie
- Gabon
- Ghana
- Guatemala
- Honduras
- Inde
- Indonésie
- Kenya
- Liberia
- Madagascar
- Malawi
- Mexique
- Népal
- Nicaragua
- Ouganda
- Panama
- Papouasie-Nouvelle-Guinée *[3]
- Paraguay
- Philippines
- République centrafricaine
- République démocratique du Congo
- Rwanda
- Salvador
- Sierra Leone
- Tanzanie
- Thaïlande
- Timor oriental
- Togo
- Viêt Nam
- Yémen
- Zambie
- Zimbabwe

* ; Application à titre provisoire

### Importateurs
- Japon
- Russie
- Norvège
- Suisse
- Tunisie
- Union européenne

### Directeur exécutif
- 1er novembre 2011 - en cours: Robério Oliveira Silva ( Brésil)